# Moritz Kühne
Moritz Kühne, född den 26 januari 1835, död den 12 mars 1900, var en preussisk överste och militär författare.
Kühne gjorde sig känd genom utmärkta taktiska studier, som 1870–78 utkom under titeln Kritische und unkritische Wanderungen über die Gefechtsfelder der preussischen Armee in Böhmen 1866 (5:e upplagan 1898).